# دوري الدرجة الأولى الليتواني
دوري الدرجة الأولى الليتواني (بالليتوناية: A Lyga) هي الدرجة الممتازة لكرة القدم في ليتوانيا، ويشارك في الدوري الممتاز 12 نادي. وتم تأسيسه في عام 1991.